# Mary Parent
Mary Parent (1968) is een Amerikaans filmproducente. Van 2008 tot 2010 stond ze aan het hoofd van filmstudio MGM.

## Carrière
Parent begon haar carrière in de jaren 1990 bij het gerenommeerde talentenbureau ICM. In 1994 belandde ze bij New Line Cinema, waar ze als uitvoerend producente meewerkte aan films als Trial and Error (1997) en Pleasantville (1998).
In 1997 maakte Parent de overstap naar Universal Pictures, waar ze samen met Scott Stuber vicevoorzitter van de productieafdeling werd. Ze werkten zich vervolgens op tot voorzitters van de afdeling en in 2003 werd het duo benoemd tot vicevoorzitters van de wereldwijde productieafdeling van Universal. In 2005 richtten de twee onder de naam Stuber/Parent Productions een eigen productielabel op. Onder dat label produceten Parent en Stuber onder meer de komedies You, Me and Dupree (2006) en Role Models (2008).
In 2008 werd Parent benoemd tot voorzitster van MGM. Onder haar leiding trok de studio onder meer producent Cale Boyter aan. Het was een woelige periode voor MGM, dat worstelde met een enorme schuldenberg en op een faillissement leek af te stevenen. In 2009, na het ontslag van CEO Harry Sloan, kreeg ze ook de functie van co-CEO. In oktober 2010 werd Parent zelf aan de deur gezet.
In 2011 richtte Parent samen met Cale Boyter en Luke Ryan het productiebedrijf Disruption Entertainment op, dat een samenwerkingscontract afsloot met Paramount Pictures. Met het bedrijf produceerde ze onder meer Noah (2014) en Godzilla (2014). Begin maart 2016 werd Parent als productieverantwoordelijke in dienst genomen bij Legendary Entertainment, dat enkele maanden voordien was overgenomen door het Chinees conglomeraat Wanda Group. Meteen daarna haalde ze ook Cale Boyter en Ali Mendes, haar partners bij Disruption, naar de studio.

## Nominaties
| Film                | Prijs         | Categorie  | Uitslag     |
| ------------------- | ------------- | ---------- | ----------- |
| The Revenant (2015) | Academy Award | Beste film | Genomineerd |
| The Revenant (2015) | BAFTA Award   | Beste film | Genomineerd |

## Filmografie
Als producent
- You, Me and Dupree (2006)
- Welcome Home, Roscoe Jenkins (2008)
- Role Models (2008)
- Pacific Rim (2013)
- Noah (2014)
- Godzilla (2014)
- The SpongeBob Movie: Sponge Out of Water (2015)
- The Revenant (2015)
- Monster Trucks (2016)
- Kong: Skull Island (2017)
- Same Kind of Different as Me (2017)
- Pacific Rim: Uprising (2018)
- Pokémon Detective Pikachu (2019)